# 河溪新波魚
河溪新波魚（学名：Neobola fluviatilis）为輻鰭魚綱鯉形目鲤科的其中一種，分布於非洲肯亞的Athi與Tena河流域，體長可達7.3公分，棲息在沙底質的淺水域，屬肉食性，可做為食用魚。